# Limnephilus infernalis
Limnephilus infernalis là một loài Trichoptera trong họ Limnephilidae. Chúng phân bố ở miền Tân bắc.